# Nikola Pilić
Nikola Pilić, známý jako Niki Pilić (* 27. srpna 1939 Split), je bývalý jugoslávský tenista chorvatské národnosti, v současnosti tenisový trenér. Největšími úspěchy jeho hráčské kariéry bylo vítězství ve čtyřhře na US Open 1970 a finále dvouhry na French Open 1973. V týmové soutěži Davisovu poháru hrál v letech 1961 – 1977 za tým Jugoslávie, odehrál 62 zápasů. Působil v roli nehrajícího kapitána daviscupových týmů Německa a Chorvatska a jako poradce u týmu Srbska. Stal se prvním člověkem, který dokázal jako nehrající kapitán vyhrát Davisův pohár se třemi různými zeměmi. Po skončení hráčské kariéry Pilić založil tenisovou akademii v Oberschleißheimu u Mnichova, kterou prošli například tenisté Ernests Gulbis, Michael Stich nebo Novak Djoković.

## Finálová utkání na turnajích Grand Slamu

### Mužská dvouhra: 1 (0–1)
| Stav      | Rok  | Turnaj      | Soupeř ve finále | Výsledek      |
| --------- | ---- | ----------- | ---------------- | ------------- |
| Finalista | 1973 | French Open | Ilie Năstase     | 3–6, 3–6, 0–6 |

### Mužská čtyřhra: 1 (1–0)

#### Vítěz
| Rok  | Turnaj  | Povrch | Spoluhráč      | Soupeři ve finále     | Výsledek           |
| 1970 | US Open | tvrdý  | Pierre Barthès | Roy Emerson Rod Laver | 6–3, 7–6, 4–6, 7–6 |

## Další turnajové tituly
| Č. | Datum | Turnaj                      | Povrch  | Soupeř ve finále       | Výsledek            |
| -- | ----- | --------------------------- | ------- | ---------------------- | ------------------- |
| 1. | 1969  | Stockholm Open, Švédsko     | tvrdý   | Ilie Năstase           | 6-4 4-6 6-2         |
| 2. | 1970  | Bristol, Spojené království | tráva   | Rod Laver              | 6-3 1-6 6-3         |
| 3. | 1972  | Essen, Německo              | koberec | Bob Lutz               | 4-6 6-4 3-6 6-4 7-6 |
| 4. | 1975  | Avilés, Španělsko           | tráva   | Juan Ignacio Muntanola | 6-3 6-4 6-3         |